# Euproctis molunduana
Euproctis molunduana är en fjärilsart som beskrevs av Aurivillius 1925. Euproctis molunduana ingår i släktet Euproctis och familjen tofsspinnare. Inga underarter finns listade i Catalogue of Life.